# Thomas Lynch junior

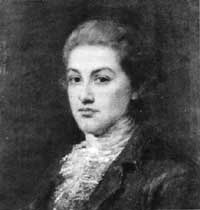
Thomas Lynch junior

Thomas Lynch junior (* 5. August 1749 im Prince George’s Parish, Province of South Carolina; † 1779 auf See auf dem Weg von den Vereinigten Staaten von Amerika nach Westindien) war ein Jurist und ist als einer der Unterzeichner der Unabhängigkeitserklärung der Vereinigten Staaten für South Carolina einer der amerikanischen Gründerväter.
Sein Vater war Thomas Lynch. Lynch studierte Recht an der Universität Cambridge in England und kehrte 1772 in die Überseekolonien zurück. Er wurde 1775 Kompaniekommandeur im 1. South Carolina Regiment und wurde in den Kontinentalkongress gewählt. Hier versuchte Lynch, ein Redeverbot über die Sklaverei durchzusetzen. Ende 1779 wurde er krank und segelte mit seiner Frau nach Westindien. Ihr Schiff ist auf See verschollen.
Sein Stiefvater war der Gouverneur von South Carolina, William Moultrie; einer seiner Neffen, James Hamilton, wurde ebenfalls Gouverneur dieses Staates.